# Museu de Cerdanyola
El Museu de Cerdanyola, a la comarca del Vallès Occidental, parteix de la idea que el museu és el mateix territori i és format per un conjunt d'espais dispersos arreu de la població. L'objectiu del museu és oferir una aproximació didàctica a l'evolució del poblament d'aquesta zona del Vallès, tot seguint el fil de la seva història des de la prehistòria fins a l'actualitat. El Museu forma part de la Xarxa de Museus Locals de la Diputació de Barcelona.
N'és la seu central la casa Ortadó-Maymó, també coneguda com a Ca n'Ortadó, una torre d'estiueig d'estil noucentista donada a l'Ajuntament per la seva propietària, Maria Assumpció Ortadó Maymó; els altres espais que conformen el Museu són la casa consistorial, l'antiga masia de Ca n'Altamira, l'església de Sant Iscle i Santa Victòria de les Feixes i l'església parroquial de Sant Martí.
Actualment la seu de Ca n'Ortadó està tancada al públic, immersa en un profund procés de remodelació arran de la inauguració del Museu d'Art de Cerdanyola, el 2009, i del Museu del Poblat ibèric de Ca n'Oliver, el 2010.